# ستيفانو فيتشي
ستيفانو فيتشي (بالإيطالية: Stefano Vecchi)‏ (20 يوليو 1971 ببيرغامو في إيطاليا - ) هو مدرب كرة قدم ولاعب كرة قدم إيطالي في مركز الوسط. لعب مع إنتر ميلان ونادي سبال ونادي سبيزيا وUnione Sportiva Brescello ‏ ونادي فيورينزولا 1922 ويو أس بركوليتزه 1932 واتحاد بافيا لكرة القدم ونادي أريتسو ونادي أولتريبو فوغيرا ‏.